# François Hennebique
François Hennebique, född 25 april 1843, död 20 mars 1921, var en fransk byggnadstekniker.
Hennebique var upphovsman till ett efter honom benämnt, banbrytande, under 1890-talet ledande, numera föråldrat system för den armerade betongens användning till pelare och bjälklag i husbyggnader.